# روبرتا دادا
روبرتا داد (بالإيطالية: Roberta D'Adda)ا (من مواليد 5 أكتوبر 1981): مدافعة إيطالية لكرة القدم، تلعب في دوري الدرجة الأولى الإيطالي مع نادي أي سي إف بريشيا وفريق المنتخب الوطني الإيطالي النسوي لكرة القدم. وقد فازت ببطولتين مع أي سي دي فيامامونز وسي في باردولينو. شاركت روبرتا مع الفريق الإيطالي في 2009 و2013 في بطولة أمم أوروبا للسيدات.

## روابط خارجية
- روبرتا دادا على موقع الاتحاد الدولي (مؤرشف)  (الإنجليزية)
- روبرتا دادا على موقع الاتحاد الأوربي (الإنجليزية)
- روبرتا دادا على موقع قاعدة بيانات كرة القدم.إي يو (الإنجليزية)
- روبرتا دادا على موقع Soccerway.com (الإنجليزية)